# Tvrđava Komotin
Komotin (lat. Komothyn) je tvrđava u Bosni i Hercegovini, čiji se ostaci nalaze desetak kilometara sjeveroistočno od Jajca na području Cvitovića ispod Gornjeg Bešpelja.
Nije poznato kada je i tko podigao tvrđavu, no vjerojatno je to bio vojvoda Hrvoje Vukčić Hrvatinić. Služila je kao predstraža grada Jajca jer je tuda prolazio trgovački put. U povijesnim izvorima se prvi put navodi 1434. godine. Tada je, prema navodima mađarskog kralja Žigmunda, ban Matko Talovac zauzeo Komotin i još neke tvrđave uz pomoć Osmanlija.
Gotovo tri desetljeća kasnije ponovo se spominje Komotin 1461. godine u dokumentu kralja Stjepana Tomaša. 
Osmanlije su Komotin trajno zauzele 1497. godine, a spominje se neposredno nakon toga 1503. 
godine, u otomansko-mađarskom ugovoru o sklapanju mira.